# Académie de l'armée de l'air coréenne
L'Académie de l'armée de l'air coréenne (en hangul : 대한민국 공군사관학교) est une université nationale de Corée du Sud située à Cheongju. Elle a la charge de la formation des élèves officiers de l'armée de l'air de Corée du Sud.

## Histoire
L'académie a été comme académie d'aviation (항공사관학교) à Gimpo en 1949, puis pris son nom actuel plus tard la même année. Pendant la guerre de Corée, l'académie est déplacée à la base de Mosulpo dans le Jeju, puis à la base de Jinhae dans le Gyeongsang du Sud. En 1985, l'académie est déplacée à sa position actuelle à Cheongju. Elle accueille sa première promotion féminine en 1997.

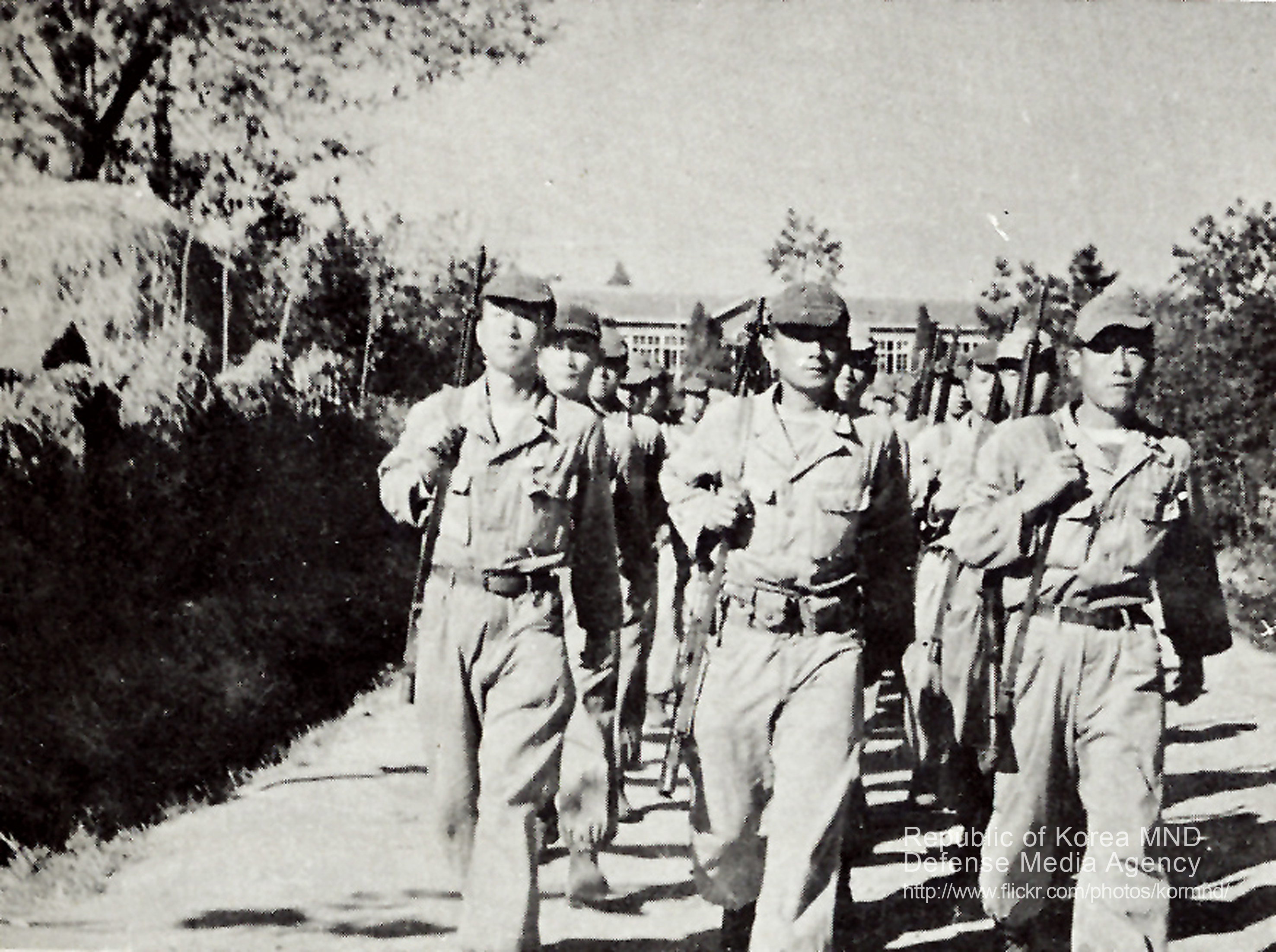
Entraînement des élèves officiers pendant la guerre de Corée, v. 1951-1958.